# Juan Manuel Moreno
Juan Manuel Moreno Bonilla (ur. 1 maja 1970 w Barcelonie) – hiszpański polityk i samorządowiec, parlamentarzysta krajowy i regionalny, sekretarz stanu w hiszpańskim rządzie (2011–2014), lider Partii Ludowej w Andaluzji, od 2019 prezydent tej wspólnoty autonomicznej.

## Życiorys
Kształcił się na Universidad de Málaga, ukończył studia z zakresu protokołu dyplomatycznego i stosunków międzynarodowych na Universidad Camilo José Cela. Uzyskał również magisterium z zarządzania przedsiębiorstwem.
W 1989 wstąpił do Partii Ludowej, na początku lat 90. współtworzył związaną z tym ugrupowaniem organizację studencką. W latach 1993–1994 jako student pełnił funkcję zastępcy dziekana wydziału nauk o edukacji na Universidad de Málaga. Obejmował różne stanowiska w strukturze Nuevas Generaciones, młodzieżówki ludowców. W drugiej połowie lat 90. kierował tą organizacją w Andaluzji, a od 1997 do 2001 stał na czele jej krajowych struktur.
W latach 1995–1997 jako concejal wchodził w skład zgromadzenia miejskiego Malagi, następnie do 2000 sprawował mandat deputowanego do parlamentu Andaluzji. W latach 2000–2004 i 2007–2012 był członkiem Kongresu Deputowanych VII, VIII, IX i X kadencji. Od 2003 był sekretarzem wykonawczym Partii Ludowej, odpowiadał za sprawy lokalne i nowych technologii. W latach 2011–2014 w hiszpańskim rządzie sprawował urząd sekretarza stanu do spraw służb społecznych i równouprawnienia. Później do 2016 wchodził w skład Senatu.
Również w 2014 stanął na czele struktur Partii Ludowej w Andaluzji, powrócił także w skład parlamentu tej wspólnoty autonomicznej (w 2015). W styczniu 2019 został nowym prezydentem tej wspólnoty autonomicznej; poza posłami Partii Ludowej poparli go deputowani Obywateli i ugrupowania Vox. W 2022 kierowani przez niego ludowcy uzyskali bezwzględną większość w regionalnym parlamencie, co pozwoliło mu na pozostanie na funkcji prezydenta Andaluzji.